# Cá chốt trắng
Cá chốt trắng (danh pháp hai phần: Hemibagrus planiceps) là một loài cá thuộc họ Cá lăng. Loài này sinh sống ở sông Mê Kông, Sumatra và Java.